# Gamprin
Gamprin er en kommune i Liechtenstein. Den har 1.436 indbyggere (2005) og dækker et areal på 6,1 km². I kommunen ligger Bendern som er en af de mest historiske byer i landet. I Benderen ligger Jomfru Maria-kirken, bygget i 1481, men der har været mindre kirker her tilbage til 1045. 